# تراشنکر باندیوپادهیای
تراشنکر باندیوپادهیای (بنگالی: তারাশঙ্কর বন্দ্যোপাধ্যায়؛ ۲۳ ژوئیه ۱۸۹۸ – ۱۴ سپتامبر ۱۹۷۱) یک سیاست‌مدار و نویسنده اهل هند بود. از او ۶۵ رمان و ۵۳ کتاب داستان باقی مانده است. فیلم اتاق موسیقی اثر ساتیاجیت رای بر اساس داستان کوتاهی از او و به همین نام، ساخته شده است.